# Transbalkan
Transbalkan è una relazione ferroviaria tra Salonicco e Budapest via Sofia-Bucarest-Petroșani-Curtici da parte della BDŽ, la compagnia ferroviaria di stato bulgara.
Il tempo di percorrenza della tratta si aggira sulle 15 ore, ridotto a circa 8 ore per le corse svolte con materiale ICE.
È identificato col numero di servizio 460/461.
Il servizio viene svolto con una configurazione mista di cuccette, vetture di prima e seconda classe, attive però solo su alcune tratte del percorso o in alcuni periodi dell'anno.